# Brunnsviken
Brunnsviken är en 3,5 km lång och cirka 0,4–0,5 km bred bräckvattensjö på kommungränsen mellan Solna och Stockholm, som är ansluten till Lilla Värtan genom Ålkistan. Strandlinjen är 12,8 kilometer. Runt Brunnsviken finns en lång rad intressanta byggnader och anläggningar, bland dem Bellevueparken, Hagaparken, Bergianska trädgården, Tivoliudden, Bergshamra by, Lings kulle och Kungliga begravningsplatsen.
På 1780-talet hade Gustav III planer på att skapa en sammanhängande kunglig lustpark kring hela sjön men övergav idén till förmån för Hagaparken. Sedan 1995 ingår Brunnsviken i Kungliga nationalstadsparken.

## Historik

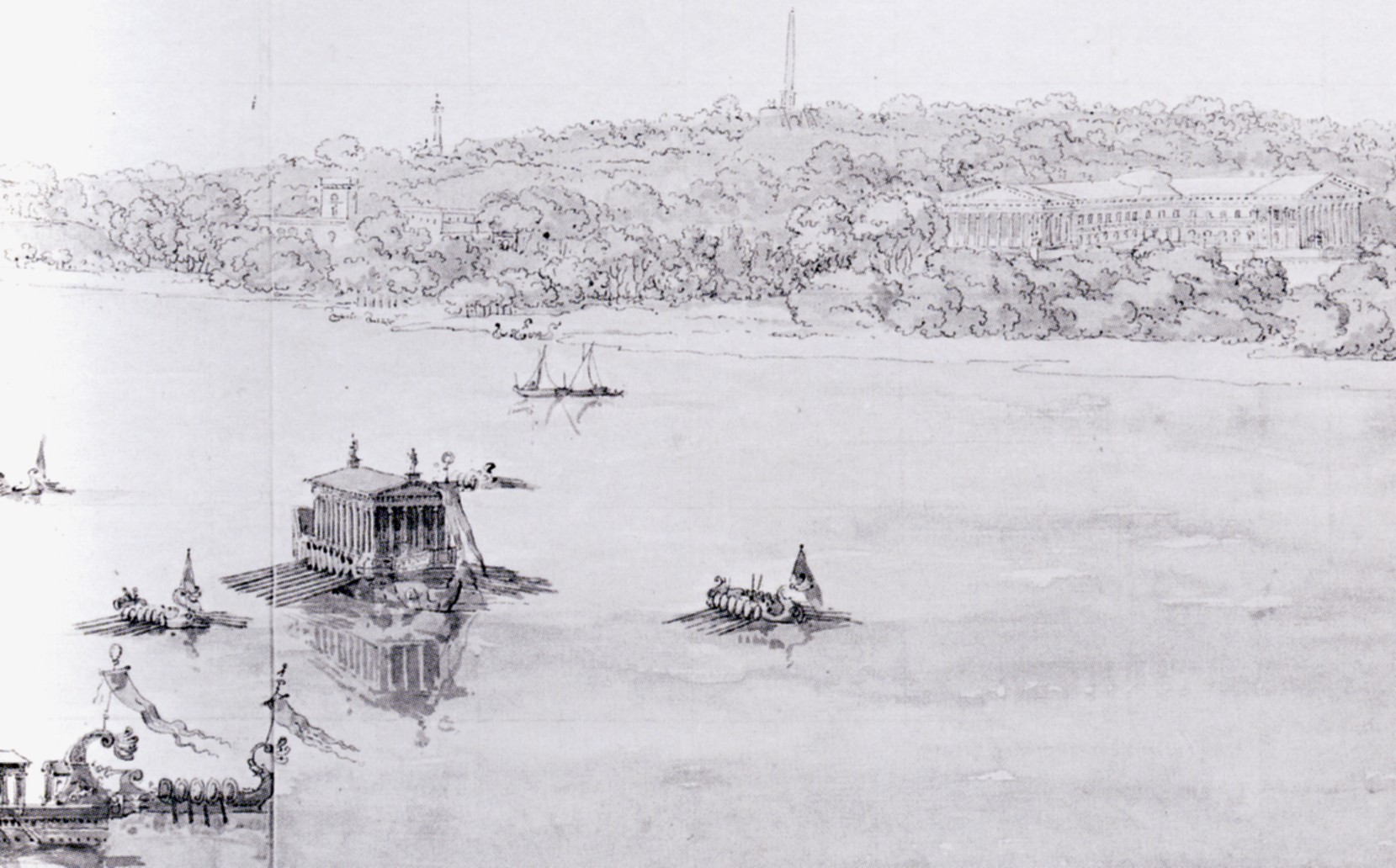
"Lyckans tempel" på Brunnsviken, i bakgrunden syns Hagaparken, ritning av Louis Jean Desprez, 1790.

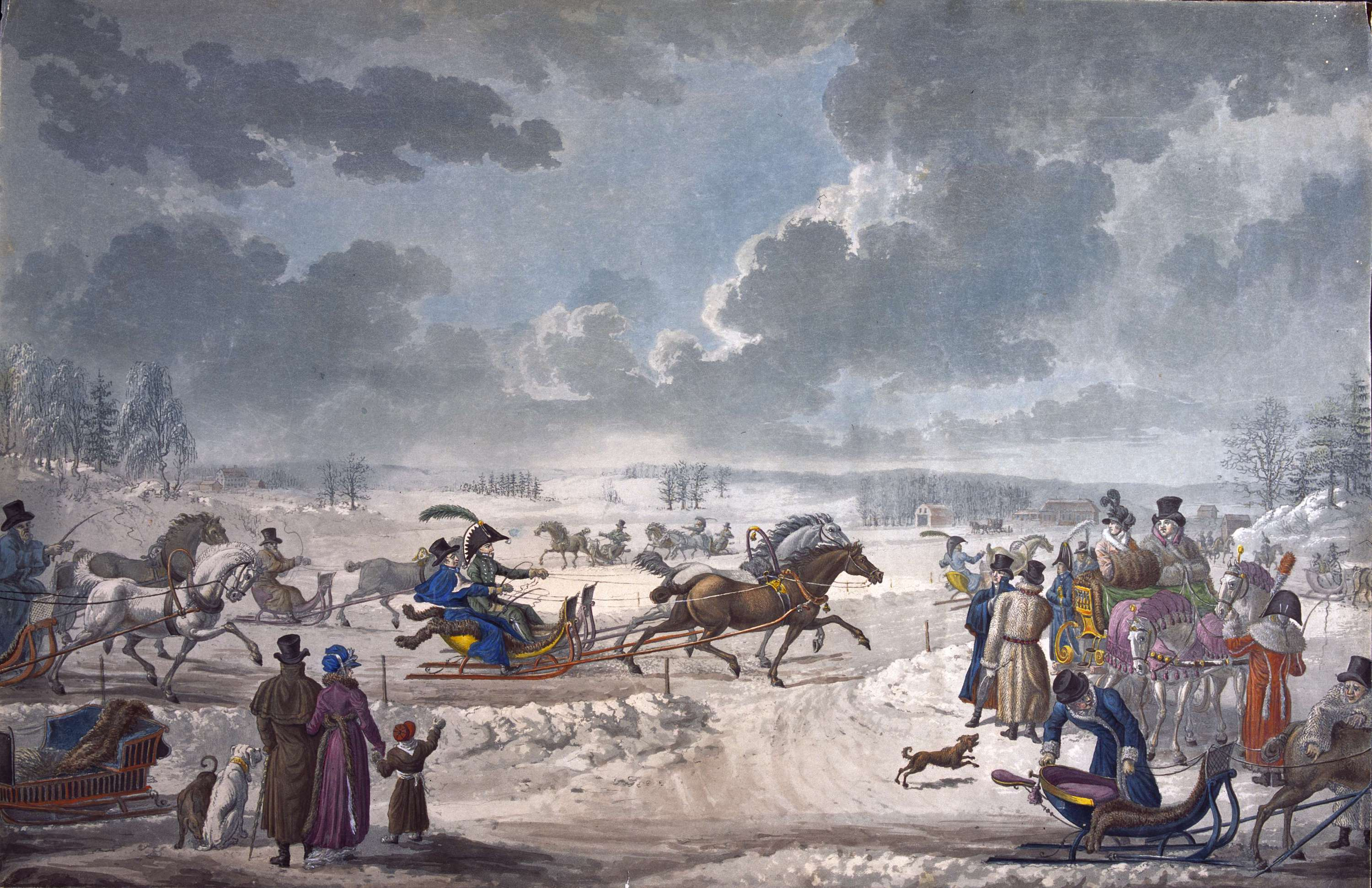
Kapplöpning, slädparti på Brunnsviken, Stockholm. Original av Martin Rudolf Heland (1765–1814).

Namnet är belagt från 1499, Brunswiken, men man vet inte riktigt var ordet "brunn" kommer ifrån och efterleden "viken" härrör säkert från den tid då den verkligen var en vik av Östersjön. Under 1000-talet hade Brunnsviken säkerligen, såsom Mälaren, en seglingsbar förbindelse med Saltsjön (här i betydelsen Östersjön), men genom landhöjningen har denna kontakt brutits. På en karta från 1702 finns markeringen frisk sjö, vilket betyder sött vatten, till skillnad från Saltsjön som var havet. Sedan Ålkistan byggts i mitten av 1800-talet kan den åter sägas vara en vik.

## Gustav III:s Brunnsviken
På 1700-talet hade Gustav III stora planer med Brunnsviken och dess omgivning. Hans ambition var att skapa ett sammanhängande bälte av engelska parker kring sjön. Till en början anlitades landskapsarkitekten Fredrik Magnus Piper och senare Louis Jean Desprez att förverkliga denna vision. Runt Brunnsviken fick eller köpte Gustav III:s nära vänner som Carl Sparre, Gustaf Mauritz Armfelt och Gustaf Philip Creutz stora landområden. Då skapades Hagaparken vid Brunnsviken västra strand, mot nordost på en halvö det ofullbordade Tivoli med bland annat Pipers park och mot syd Bellevueparken. 
Även själva Brunnsviken ingick i Gustav III:s gestaltningsplaner. Flera kungliga fartyg skulle finnas på vattnet. Två av dem var Delfinen och Galten som tillverkades på Karlskronavarvet 1787 under ledning av amiralen Fredrik Henrik af Chapman. En tredje farkost, som inte hann tillverkas var galären Lyckans tempel. Galären skulle nyttjas som en slags färja för kungen och hans förtrogna mellan Haga, Bellevue och Armfelts Villa Frescati.
Mordet på Gustav III 1792 satte stopp för alla framtida planer på och omkring Brunnsviken. Längst kom planeringen av Hagaparken och dess byggnader.

## Modern tid
Mittemot Bellevueparken ligger den Kungliga begravningsplatsen, som varit i bruk sedan 1922. Den är en av tre friluftsgravar vid Brunnsviken.  På den östra stranden finns Bergianska trädgården och flera institutioner tillhöriga Stockholms universitet. Runt Brunnsviken finns ett antal båtklubbar för segelbåtar, roddbåtar och kanoter. Den äldsta, SSB, Segel Sällskapet Brunnsviken öster om Bellevueparken grundades 1898.
SM-finalen i bandy har vid tre tillfällen spelats på Brunnsvikens is vid Albano. Senast det skedde var år 1915.
År 1917 köpte svenska staten området Frösundavik vid västra sidan av Brunnsviken för att etablera en ny förläggning för Svea ingenjörregemente (Ing 1). Armén byggde sedan en stor militäranläggningen med bland annat bataljonskasern, kanslihus, matsal, sjukhus, marketenteri, stallar och förråd. Arkitekt för anläggningen var Erik Josephson. 1970 flyttade Svea Ingenjörregemente till Södertälje.
Åren 1985–1987 uppfördes SAS svenska huvudkontor, SAS koncernbyggnad i Frösundavik. Efter en arkitekttävling tog den norske arkitekten Niels Torp hem förstapris och fick uppdraget att rita anläggningen.

## Bilder

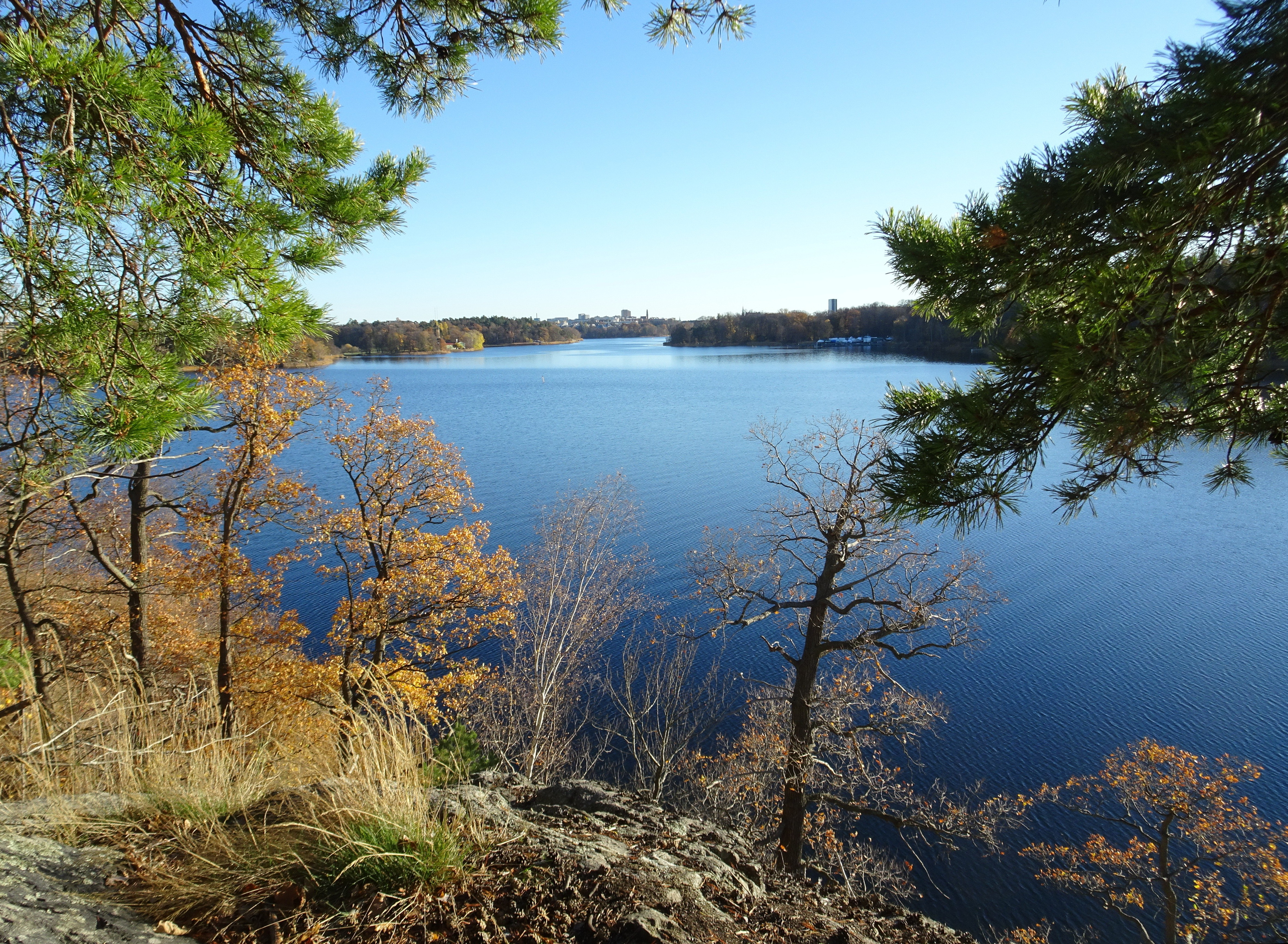
På hösten 2022 mot söder från Tivoliparken.
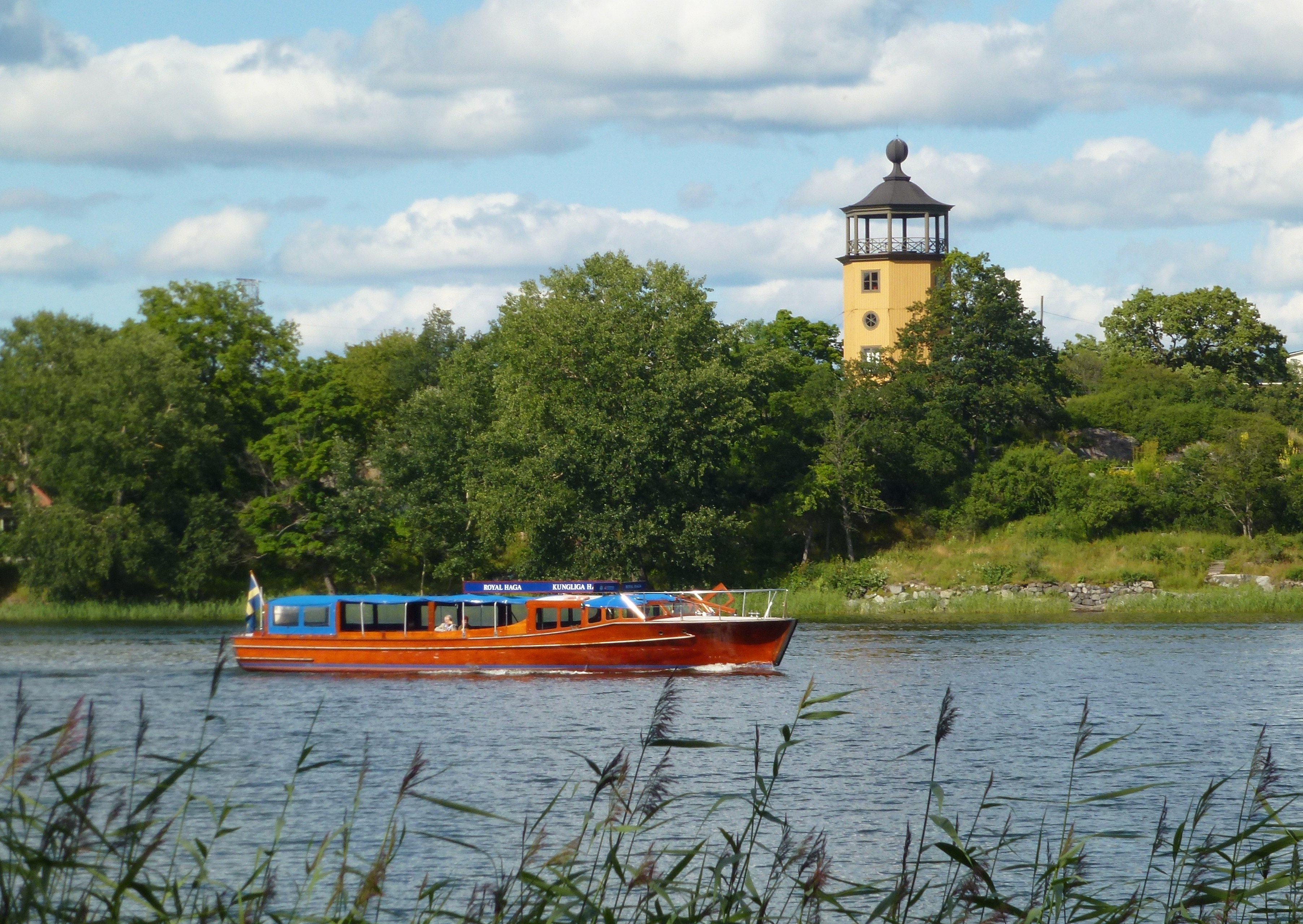
På sommaren 2012 med Wittrocks torn.
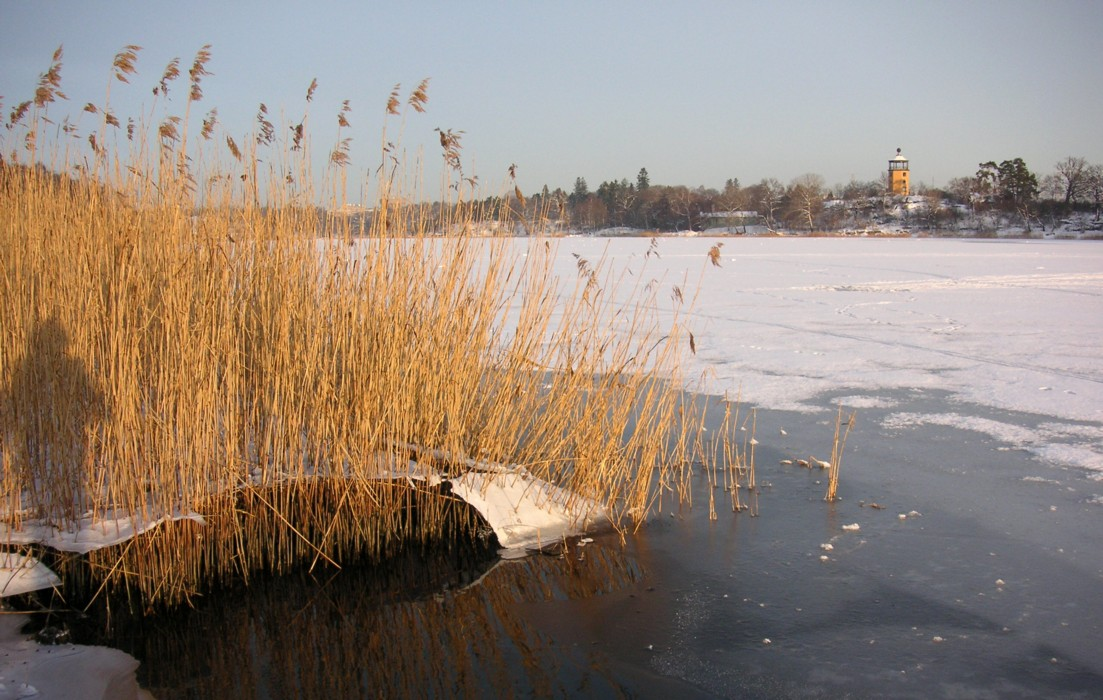
På vintern 2006 från Hagaparken.
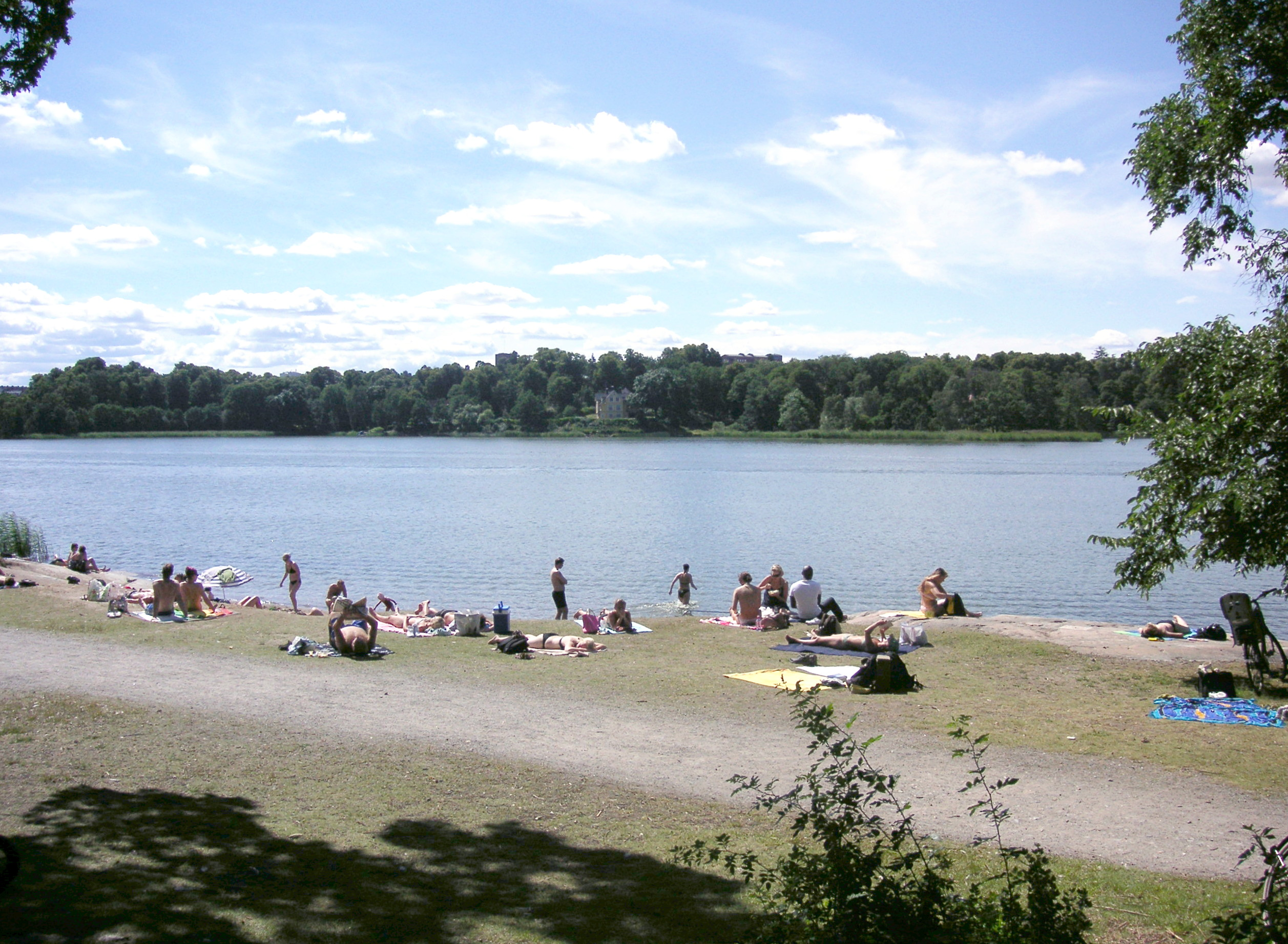
Badplatsen på östra sidan.
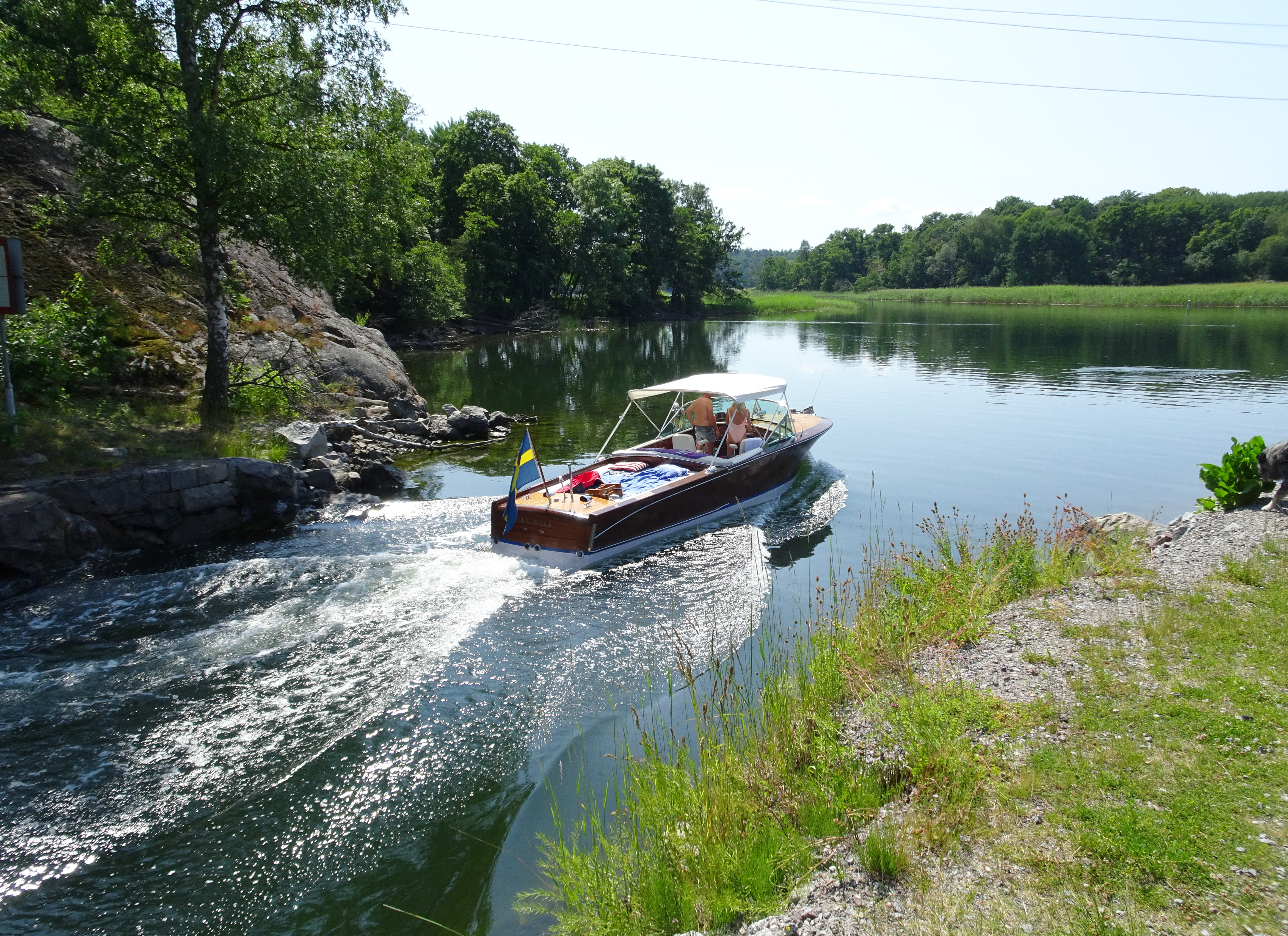
Brunnsviken i höjd med Ålkistan.

## Brunnsviken runt på Hälsans stig

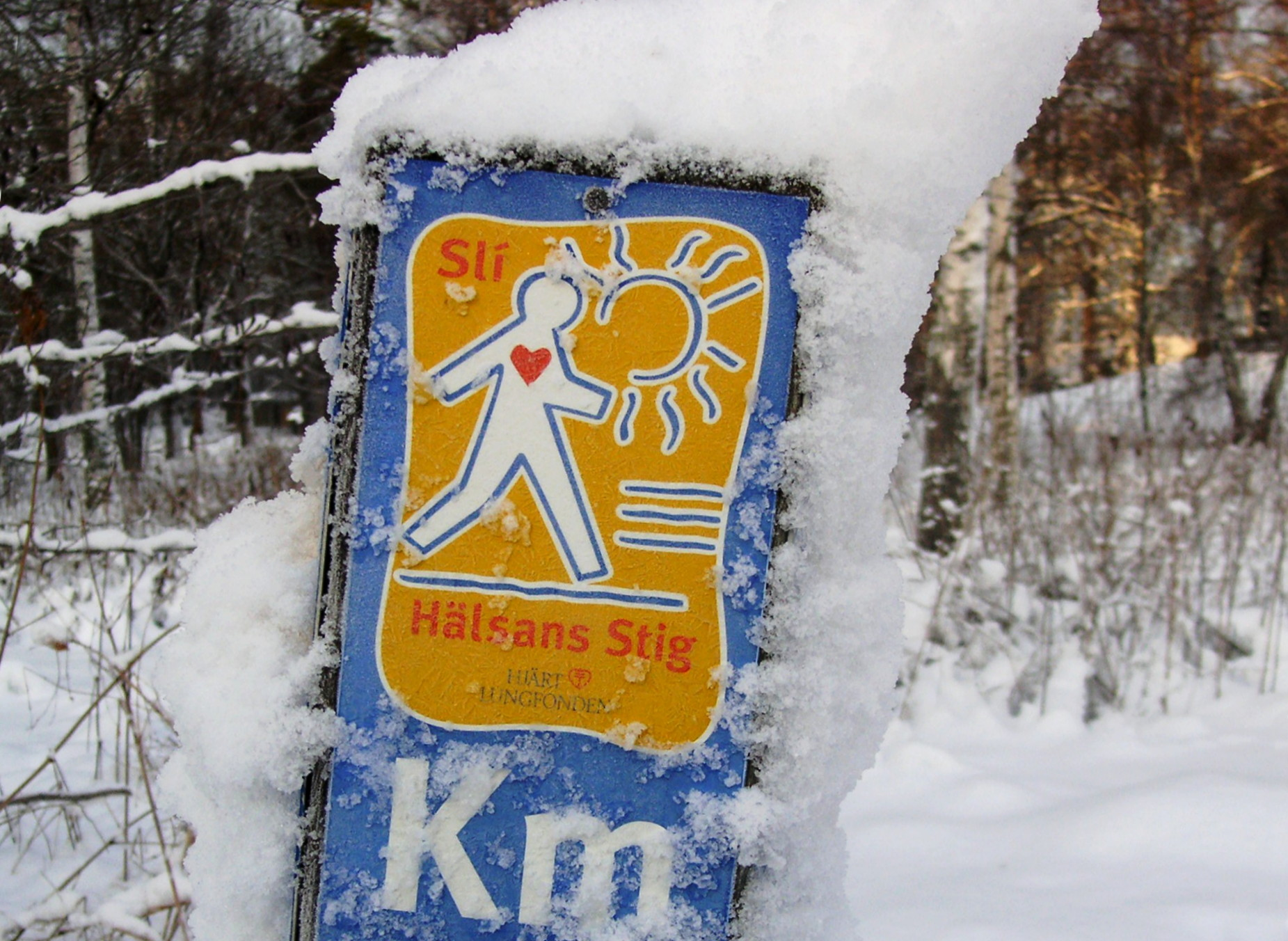
Skylt för Hälsans stig i Hagaparken.

Runt Brunnsviken leder en 11 kilometer lång vandringsled som märkts upp i ramen för Hälsans stig. Den leder till samtliga sevärdheter runt sjön. Ett besök på Naturhistoriska riksmuseet, i Hagaparken och i Bergianska trädgården kan göra vandringen till en heldagsutflykt.

## Tidigare vattenproblem
Med tiden blev Brunnsvikens vatten alltmer förorenat och sjön liknade mer ett avloppsdike. För att råda bot på detta sprängdes 1863 en kanal, Ålkistan, och skapade så en slussfri förbindelse med Saltsjön igen. Vattennivån sänktes cirka 1,25 meter och det medförde att en del kanaler i Hagaparken och Tivoli förstördes.
Brunnsviken har liten naturlig vattenomsättning. För att öka vattenutbytet pumpas bottenvattnet ut från Brunnsviken till Lilla Värtan genom en rörledning nedlagd i Ålkistans kanal. Bräddavloppsledningar för spillvatten mynnar i södra änden av viken. Bräddning förekommer dock sällan, och har minskat ytterligare efter att avloppsmagasinet Ormen byggdes på 1990-talet. Idag är Brunnsviken åter en badbar sjö/vik och vid Frescati hage återfinns det allmänna EU-badet Brunnsvikens strandbad.

## Byggnader, anläggningar och områden runt Brunnsviken i urval
I alfabetisk ordning:
| Bild | Artikelnamn                      | Geografiskt läge/koordinater                        | Typ                      | Kort beskrivning |
| ---- | -------------------------------- | --------------------------------------------------- | ------------------------ | --- |
|      | Annelunds gård                   | 59°22′20.1″N 18°01′16.2″Ö / 59.372250°N 18.021167°Ö | Villa                    | Ligger vid nordvästra stranden av Brunnsviken och var ursprungligen ett torp under Lilla Frösunda. Villan beboddes "gymnastikfadern" Pehr Henrik Ling mellan 1822 och 1839. Annelunds huvudbyggnad och gymnastikflygeln är enskilda byggnadsminnen sedan 1987. |
|      | Bellevueparken                   | 59°21′12″N 18°02′54″Ö / 59.35333°N 18.04833°Ö       | Park                     | Ligger vid södra stranden av Brunnsviken och anlades på 1700-talet av Fredrik Magnus Piper. Här finns bland annat Carl Eldhs ateljémuseum och Paschs malmgård. |
|      | Bergianska trädgården            | 59°22′11″N 18°02′46″Ö / 59.36972°N 18.04611°Ö       | Botanisk trädgård        | Anlades i slutet av 1800-talet och drivs i Vetenskapsakademiens regi. Här finns växthusen Victoriaväxthuset och Edvard Andersons växthus samt sommarnöjet Gustafsborg. |
|      | Bergshamra by                    | 59°22′37.3″N 18°01′45.6″Ö / 59.377028°N 18.029333°Ö | Kulturreservat           | Bergshamra by är ett kulturhistoriskt värdefullt villaområde vid Pipers väg. De äldsta villorna uppfördes 1865 som sommarnöjen till Karl XV:s vänner. I ett av husen, Övre Karlsro, bodde möbelformgivaren Carl Malmsten med familj. |
|      | Bergshamra koloniområde          | 59°22′32″N 18°02′20″Ö / 59.37556°N 18.03889°Ö       | Koloniträdgård           | Den första koloniverksamheten kom igång redan 1919. Initiativtagare till området var Anna Åbergsson. |
|      | Brunnsvikens Kanotklubb          | 59°21′36″N 18°03′11″Ö / 59.36000°N 18.05306°Ö       | Kanotklubb               | En anrik kanotklubb nedanför Frescati som år 2009 firade sitt 100-årsjubileum. |
|      | Brunnsvikens strandbad           | 59°21′43″N 18°2′56″Ö / 59.36194°N 18.04889°Ö        | Badplats                 | Badet vid Frescati hage är ett av Stockholms stads 24 officiella strandbad |
|      | Brunnsvikens trädgård            | 59°22′48.5″N 18°1′6.7″Ö / 59.380139°N 18.018528°Ö   | Handelsträdgård          | Längst i norr och på Ulriksdals slottsområde har sedan 1995 Brunnsvikens trädgård sin verksamhet. På 1920- och 1930-talen log här Sköndals handelsträdgård. |
|      | Carl Eldhs ateljémuseum          | 59°21′10″N 18°03′05″Ö / 59.35278°N 18.05139°Ö       | Museum                   | Uppfört 1918–1919 efter ritningar av Ragnar Östberg och var skulptören och konstnären Carl Eldhs ateljé och bostad, sedan 1963 ett museum. |
|      | Frescati hage                    | 59°21′41″N 18°3′9″Ö / 59.36139°N 18.05250°Ö         | Universitetsomåde        | 1910–1917 uppfördes byggnaderna för Skogshögskolan och Statens skogsförsöksanstalt, vilka ritats av Charles Lindholm. De rymmer idag Psykologiska institutionen vid Stockholms universitet. |
|      | Frösundavik                      | 59°22′8.68″N 18°01′39″Ö / 59.3690778°N 18.02750°Ö   | Område i Solna           | Tidigare ett militärområde för Svea ingenjörregemente, sedan 1985 ägd av Solna stad. Några militärbyggnader bevarades och är q-märkta. Här ligger även SAS koncernbyggnad. |
|      | Gustavsborg                      | 59°22′00″N 18°02′42″Ö / 59.36667°N 18.04500°Ö       | Sommarnöje               | Gustavsborg byggdes som sommarnöje åt kammarjunkare Rutger August Wachtmeister vid 1800-talets mitt. På den arrenderade marken uppfördes två hus och ett stall tillsammans med en vacker trädgård. |
|      | Hagaparken                       | 59°21′37″N 18°02′03″Ö / 59.36028°N 18.03417°Ö       | Engelsk park             | En engelsk park som anlades på initiativ av Gustav III. I parken finns en lång rad intressanta byggnader, som Koppartälten, Ekotemplet, Haga slott samt grunden till ett aldrig färdigbyggt lustslott kallat Stora Haga slottsruin. |
|      | Haga tingshus                    | 59°21′12″N 18°02′23″Ö / 59.35333°N 18.03972°Ö       | Häradsrätt               | Byggnaden invigdes 1907 och inrymde då lokaler för Sollentuna och Färentuna domsagas samt Södra Roslags domsagas häradsrätter. Huset är statligt byggnadsminne. |
|      | Karlshäll                        | 59°22′43.2″N 18°00′59.9″Ö / 59.378667°N 18.016639°Ö | Villa                    | Karlshäll hörde ursprungligen till Villa Jacobsdal där grosshandlaren J.G. Claussen 1774 lät anlägga ett vaxblekeri, en inrättning för framställning av vitt vax för vaxljus. Jacobsdal byggdes 1798 som bostadshus för Claussen, samtidigt lät han även bygga ett stenmagasin för vaxljus på tomten söder om huvudbyggnaden vid Brunnsvikens strand, huset blev kärnan till dagens Karlshäll. |
|      | Kraus grav                       | 59°22′28″N 18°01′46″Ö / 59.37444°N 18.02944°Ö       | Grav                     | Gravplatsen efter den tyskfödde komponisten Joseph Martin Kraus (1756–1792). Han har kallats "den svenske Mozart" och tillhörde kretsen kring Gustav III. |
|      | Kräftriket                       | 59°21′27″N 18°03′15″Ö / 59.35750°N 18.05417°Ö       | Krog, universitetsområde | Under slutet av 1700-talet öppnades en krog som serverade kräftor från Brunnsviken, krogen och området kom att kallas kräftriket. I Kräftriket har bland annat Stockholms universitet lokaler. |
|      | Kungliga begravningsplatsen      | 59°21′22″N 18°02′44″Ö / 59.35611°N 18.04556°Ö       | Begravningsplats         | Begravningsplatsen är en kyrkogård för medlemmar av den svenska kungliga familjen. Här vilar bland annat Gustaf VI Adolf, Gustaf V, Prins Eugen, Lennart Bernadotte, Prins Bertil och Sigvard Bernadotte. |
|      | Lings kulle                      | 59°22′31″N 18°01′13″Ö / 59.37528°N 18.02028°Ö       | Begravningsplats         | Lings kulle, även kallad Lings grav är en privat begravningsplats norr om Annelunds gård. Här vilar ”svenska gymnastikens fader”, Pehr Henrik Ling och hans ättlingar. |
|      | Linnéaholm                       | 59°22′30.3″N 18°01′5″Ö / 59.375083°N 18.01806°Ö     | Villa                    | Linnéaholm var ursprungligen ett 1700-talstorp under Lilla Frösunda. När torpet Annelund avstyckades från Lilla Frösunda 1806 följde Linnéaholm med och lydde därefter under Annelund. Den lilla, gulmålade villan i nationalromantisk stil ritades 1922 av arkitekt Erik Josephson. |
|      | Stallmästaregården               | 59°21′06″N 18°02′36″Ö / 59.35167°N 18.04333°Ö       | Värdshus, hotell         | Stallmästaregården eller kort "Stallis" är stockholmstraktens äldsta kvarvarande utvärdshus med samma funktion sedan 1600-talets mitt. |
|      | SAS koncernbyggnad               | 59°22′18″N 18°01′25″Ö / 59.37167°N 18.02361°Ö       | Kontor                   | Byggnadskomplexet uppfördes 1985–1987 efter ritningar av den norska arkitekten Niels Torp och är Scandinavian Airlines huvudkontor. |
|      | Tivoli (Solna)                   | 59°22′28″N 18°02′18″Ö / 59.37444°N 18.03833°Ö       | Park, halvö              | Tivoliparken är till namnet inspirerad av Gustav III:s italienska resa 1783–1784. Ägare var ursprungligen Gustaf Philip Creutz, som gav Fredrik Magnus Piper i uppdrag att rita en engelsk park på Tivolihalvön. |
|      | Tivolibergets luftvärnsställning | 59°22′28.8″N 18°02′0.5″Ö / 59.374667°N 18.033472°Ö  | Luftvärnsbatteri         | Numera nedlagd luftvärnsställning som en vinterdag 1942 sköt ner ett tyskt kurirplan på väg från Oslo mot Finland. Händelsen tystades ner av den svenska regeringen. |
|      | Tivolipaviljongen                | 59°22′27″N 18°02′14″Ö / 59.37417°N 18.03722°Ö       | Musikpaviljong           | Paviljongen uppfördes omkring 1800 av Nils Barck, troligen i samband med Barcks systers bröllop i juni år 1800 och skulle fungera som byggnad för teater- och musikevenemang samt för fester och nöjen. |
|      | Villa Frescati                   | 59°22′00″N 18°03′00″Ö / 59.36667°N 18.05000°Ö       | Sommarnöje               | Villan uppfördes 1791–1792, efter ritningar av Louis Jean Desprez som Gustaf Mauritz Armfelts sommarnöje vid Brunnsvikens östra sida mitt emot Gustav III:s paviljong. |
|      | Villa Fridhem                    | 59°22′26″N 18°02′43″Ö / 59.37389°N 18.04528°Ö       | Sommarnöje               | Byggnaden i närheten av Ålkistan uppfördes 1870 och var ursprungligen en sommarbostad under Bergshamra gård som mellan 1707 och 1917 var fideikommiss. |
|      | Villa Sofielund                  | 59°22′24″N 18°02′48.7″Ö / 59.37333°N 18.046861°Ö    | Sommarnöje               | Villa Sofielund var ursprungligen ett sommarnöje som uppfördes på 1870-talet vid Brunnsvikens strand, strax söder om Ålkistan. Liksom den samtida grannvillan Fridhem hörde byggnaden till numera försvunna Bergshamra gård. |
|      | Wittrocks torn                   | 59°22′00″N 18°02′41″Ö / 59.36667°N 18.04472°Ö       | Museum, utsiktstorn      | Tornet uppfördes år 1908 efter ritningar av arkitekt Oskar Lindberg. Uppdragsgivare var den svenske botanikern Veit Wittrock. Tornet skulle användas som utsiktstorn och som arbetsplats för Wittrock samt ett museum för hans samling som bestod av fröer och kottar. |
|      | Ålkistan                         | 59°22′32″N 18°02′49″Ö / 59.37556°N 18.04694°Ö       | Kanal                    | Kanalen mellan Brunnsviken och Lilla Värtan byggdes 1863–1864. Bygget föranleddes av den dåliga vattenkvaliteten i Brunnsviken på grund av avlopp och avfall från staden. |